# Acord de Múnic

Canvis territorials després de l'Acord.

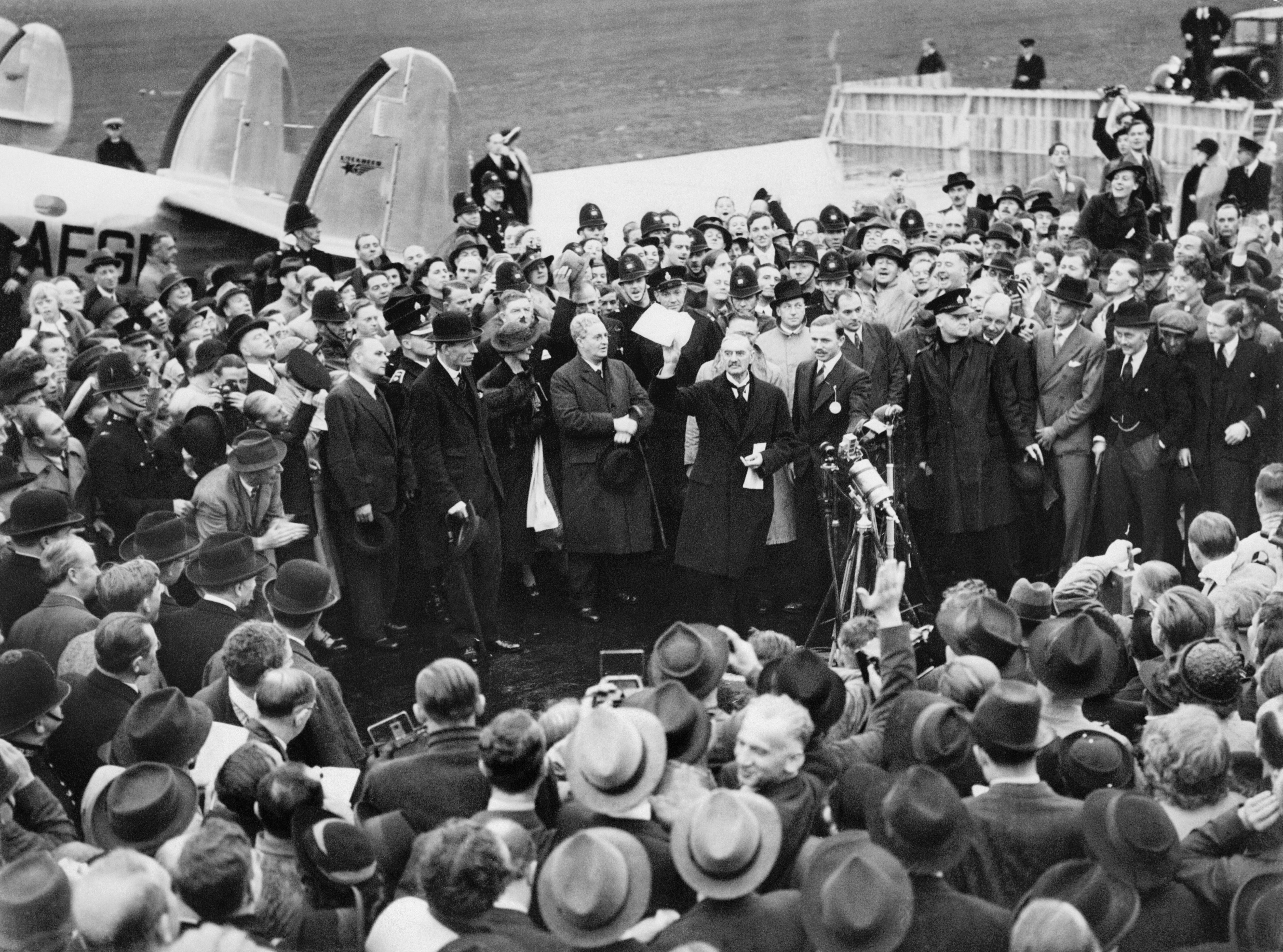
Neville Chamberlain fa el seu famós discurs anunciant la "Pau d'aquest segle", a la seva arribada a Londres després de la seva trobada amb Hitler a Múnic

L'Acord de Múnic (en alemany Münchner Abkommen, en txec Mnichovská dohoda) es va acordar a Múnic, la ciutat capital de Baviera (Alemanya), el 1938, per resoldre la «crisi dels Sudets», acordant-se la incorporació d'aquest territori de Txecoslovàquia a l'Alemanya nazi.
Els signants van ser: 
- Edouard Daladier
- Neville Chamberlain
- Adolf Hitler
- Benito Mussolini

Edvard Beneš, president txecoslovac, sorprenentment no va ser convidat i va exclamar: «Han decidit sobre nosaltres, sense nosaltres». Aquest tipus de política és generalment anomenada "Appeasement policy" (política d'apaivagament), implicant la consecució de la pau costi el que costi. La conseqüència fou que Hitler va aconseguir desestabilitzar la defensa de Txecoslovàquia (que tenia un sistema defensiu militar molt ben preparat) i es va obrir el camí per a l'ocupació de Txecoslovàquia pocs mesos després. Txecoslovàquia era el segon productor d'armaments del món i el seu "know-how" involuntàriament va ajudar l'Alemanya durant la Segona Guerra Mundial.
L'any 1942, l'acord va ser revocat pels aliats com a resposta a la repressió desfermada pels nazis a Bohèmia i Moràvia arran de l'atemptat contra el Reichsprotektor Reinhard Heydrich (Operació Antropoide). El 5 d'agost ho va fer el govern britànic i el 29 de setembre l'Assemblea Nacional francesa.
Com que un any després els nazis van desencadenar la Segona Guerra Mundial, la figura del britànic Chamberlaind’ va caure en el descrèdit. El seu successor, Winston Churchill, i bona part del relat historiogràfic posterior van dibuixar-lo com una figura naïf que havia cregut que la política d’apaivagament estalviaria un conflicte més gran. Però com escriu l'historiador Joan Esculies:
D’aleshores ençà, sobretot als Estats Units, aquesta estratègia de concessió ha gaudit de mala fama. Els successius presidents han assumit que les amenaces territorials d’altri tard o d’hora es concreten i és millor plantar-se que provar de demorar el conflicte. Alguns estudis, però, a partir de documents inèdits, desmenteixen la debilitat de Chamberlain, que, traspassat el 1940, no es va poder defensar. Els acadèmics Norrin M. Ripsman i Jack S. Levy han argumentat que no era un polític innocent. Al contrari, no es refiava dels nazis, però creia que el seu exèrcit no estava prou preparat per respondre amb garanties. A Múnic pretenia guanyar temps.